# یک روز عالی (فیلم ۲۰۰۴)
یک روز عالی (به انگلیسی: One Perfect Day) فیلمی محصول سال ۲۰۰۴ و به کارگردانی پال کاری است. در این فیلم بازیگرانی همچون دن اسپیلمن، لیانا والسمن، نیتن فیلیپس، ابی کورنیش، کری آرمسترانگ و اندرو هاوارد ایفای نقش کرده‌اند.